# マイ・セカンド・アオハル
『マイ・セカンド・アオハル』は、2023年10月17日から12月19日までTBS系「火曜ドラマ」枠で放送されたテレビドラマ。主演は広瀬アリス。
問題を抱えたアラサー女性が、謎の大学生の一言を契機に学び直しを決意して大学生となり、建築学科の「年下の先輩」たちに揉まれながら恋に、勉強に、夢に奮闘するラブコメディ。

## キャスト

### 主要人物
白玉佐弥子（しらたま さやこ）〈30〉
演 - 広瀬アリス
主人公。学歴も金も無い社会人で、高校卒業後は東京でアルバイトや契約社員等、非正規の仕事を転々としていたが、拓の助言で猛勉強の末に潮海（しおみ）大学に合格、同じ工学部建築学科の「年下の先輩」の彼と再会する。
小笠原拓（おがさわら たく）〈20〉
演 - 道枝駿佑（なにわ男子）
潮海大学工学部建築学科のミステリアスな大学生。佐弥子に「今からでも大学生になるのは遅くない」と助言し、彼女が大学生となる契機を与える。ロサンゼルスからの帰国子女。大学入学前に1年間イタリアン料理店で働いていたため料理が得意。愛人の子供。

### サグラダファミリ家
潮海大学の建築学科の学生が住むシェアハウス。佐弥子が入学した時点で、内部での男女交際と「エロいこと全般」禁止。名前の由来は、サグラダ・ファミリア。
桂山キイナ（かつらやま キイナ）
演 - 伊原六花
建築学科4年生。シェアハウスの最年長。マイペースで自己主張強めの小悪魔系女子。
沢島真凛（さわしま まりん）〈18〉
演 - 飯沼愛
建築学科1年生。冷静で何事にも動じない優等生。物語序盤ではサグラダファミリ家には住んでいないが、父がオーナー。
峯川龍之介（みねがわ りゅうのすけ）
演 - 水沢林太郎
建築学科1年生。美意識の高いジェンダーレス男子。シェアハウスの清潔担当。メイクが得意。
浅田澄香（あさだ すみか）〈20〉
演 - 箭内夢菜
建築学科1年生（実は課題提出の不備で留年した2年生）。ハイレベルなユーモアセンスを持った、義理人情に厚いギャル。岐阜の大工の棟梁の娘。構造家志望。愛称はスッカ。寛大のことが好き。
田上寛太（たがみ かんた）〈23〉
演 - 濱尾ノリタカ
建築学科3年生。ムードメーカー的存在で、住民たちの兄貴分。彼女ができるが、たった4日でフラれる。

### 佐弥子の関係者
根村眞子（ねむら まこ）
演 - イモトアヤコ
佐弥子の勤務する会社の先輩。婚活中。
日向祥吾（ひなた しょうご）
演 - 安藤政信
真凛の父。サグラダファミリ家のオーナー。佐弥子が10年間憧れ続けた初恋の相手。
佐弥子とは過去にはいい雰囲気にもなったが、ある出来事で疎遠になっている。

### 白玉家
白玉正司
演 - 尾美としのり
佐弥子の父。
白玉久美子
演 - いしのようこ
佐弥子の母。
白玉正臣
演 - 大倉空人（原因は自分にある。）
佐弥子の弟。

白玉加奈子
演 - 都丸紗也華（幼少期：石田凛音）
佐弥子の妹（次女）。
白玉奈保子
演 - 大島涼花（幼少期：小畑乃々）
佐弥子の妹（三女）。
武田壮馬
演 - 土橋竜太
加奈子の夫。

### ゲスト

#### 第1話
大川清治
演 - 田中直樹
佐弥子の高校時代の担任。

#### 第2話
下田
演 - 板尾創路
教授。設計演習担当。

#### 第3話
凛子
演 – 山本未來（第4話）
真凛の母であり、日向の元妻。世界的フォトグラファー。

#### 第6話
真保誠
演 – 石丸幹二
拓の父。世界で活躍する有名建築家。拓は不倫の末できた子供であり、拓の実母が亡くなり引き取ったためお互い毛嫌いしているが幼いころの写真をいまだに持ち歩いたりと心から愛している。

#### 第8話
栗田理恵
演 - 森カンナ

#### 最終話
やる気のある内定者
演 - 藤原丈一郎（「仲良し出演」）
佐弥子が内定者懇親会で出会った大手建設会社での同期。役名はドラマ公式Ｘによる表記。
折戸基子
演 - 田中美佐子
佐弥子がたまたま見かけた子供向け建築模型のワークショップで出会う建築士。

## スタッフ
- 企画 - 吉藤芽衣[1]
- 脚本 - 北川亜矢子[1]
- 音楽 - 青木沙也果[8]
- 主題歌 - なにわ男子「I Wish」（ジェイ・ストーム）[3]
- 挿入歌 - asmi「開青」[9]
- 法律監修 - 國松崇
- 医療監修 - 中澤暁雄
- 建築監修 - 末繁雄一（東京都市大学）、新居千秋建築設計
- 建築模型・図面協力 - 中島弘樹（東京都市大学）、東拓磨（東京都市大学）
- ハウスクリーニング監修 - 服部航輔（ハピネスクリーン）
- 演出 - 青山貴洋、山本剛義、泉正英[1]
- 編成 - 武田梓[1]
- プロデューサー - 塩村香里[1]
- 製作 - TBSスパークル、TBS[8]

## 放送日程
| 話数                                                                        | 放送日   | サブタイトル                    | 演出     | 視聴率 |
| --------------------------------------------------------------------------- | -------- | ------------------------------- | -------- | ------ |
| 第1話                                                                       | 10月17日 | ドン底OLがアラサー大学生に!     | 青山貴洋 | 5.7%   |
| 第2話                                                                       | 10月24日 | キャンパスラブは待ったなし!     | 青山貴洋 | 5.1%   |
| 第3話                                                                       | 10月31日 | ラブスクエアは波乱の幕開け!?    | 山本剛義 | 4.6%   |
| 第4話                                                                       | 11月07日 | ラブスクランブル!何かが起こる夜 | 山本剛義 | 5.0%   |
| 第5話                                                                       | 11月14日 | キスの行方—溢れ出す想い!!       | 青山貴洋 | 4.6%   |
| 第6話                                                                       | 11月21日 | 恋愛禁止!?どうする両想いの2人   | 泉正英   | 4.6%   |
| 第7話                                                                       | 11月28日 | 直接対決!?不器用な愛のカタチ…   | 山本剛義 | 5.4%   |
| 第8話                                                                       | 12月05日 | 究極の選択!二人が描く未来—      | 泉正英   | 5.0%   |
| 第9話                                                                       | 12月12日 | 譲れない想い!踏み出す新たな一歩 | 青山貴洋 | 5.4%   |
| Last                                                                        | 12月19日 | 青春のその先へ!私の歩きたい道   | 青山貴洋 | 6.0%   |
| 平均視聴率 5.1%（視聴率はビデオリサーチ調べ、関東地区・世帯・リアルタイム） |          |                                 |          |        |

- 初回は22時 - 23時12分の15分拡大放送。
- 第6話は北朝鮮のミサイル発射によるJアラート発令に伴い22時46分ごろに報道特別番組扱いでCS放送の『TBS NEWS』の速報画面を放送し、そのまま22時55分からは後続番組の『news23』を前倒ししたため、打ち切りとなった[21][22]。
- 第7話は先述の中断した第6話の最終盤を含めて15分拡大で放送された[23][注 1]。

## トラブル
2023年11月3日に行われた本作の撮影で、高さ約90センチメートルのイントレにセッティングしていたカメラが三脚ごと倒れ、イントレの横でスタンバイしていた飯沼愛に直撃する事故があり、飯沼は「頭部の打撲や切り傷、肩の打撲」と診断された。